# BeFour
I beFour sono stati un gruppo musicale dance pop formatosi in Germania nel 2007. Hanno pubblicato quattro album, tutti per l'etichetta discografica Universal e di buon riscontro commerciale nei paesi di lingua tedesca, dove erano noti. Il gruppo si è sciolto nel dicembre 2010.

## Storia

### L'esordio:All 4 One
Il gruppo è nato in maniera mediatica, tramite il programma televisivo beFour: Das Star-Tagebuch, che ne ha selezionato i componenti. La band, formata da due ragazze e due ragazzi, ha pubblicato il loro primo singolo il 14 giugno 2007, Magic Melody, cover di Around the World (La La La La La) degli A Touch of Class (a sua volta cover di Pesenka dei Ruki Vverch), che ha riscosso un buon successo nei paesi di pubblicazione, Austria, Germania e Svizzera.
Un mese dopo, il 13 luglio, è stato pubblicato per l'etichetta discografica Universal il loro album di debutto All 4 One, accompagnato dal secondo singolo del gruppo, la doppia A-side How Do You Do? / All 4 One, che ha bissato il successo del precedente Magic Melody. Anche il disco è stato uno dei successi di quell'estate nei paesi di lingua tedesca, raggiungendo la vetta della classifica svizzera e la seconda posizione in quella austriaca. Il successivo settembre è stato poi pubblicato il singolo Little, Little Love, anch'esso entrato nelle classifiche di vendita.
Il 28 settembre 2007, sull'onda del successo del loro primo lavoro, è stato pubblicato il DVD beFour: der Film.

### Hand in Hand (The Winter Album)
In seguito al successo del loro primo disco, il gruppo si è messo al lavoro per incidere il suo secondo album, pubblicato il 16 novembre 2007, appena quattro mesi dopo All 4 One. Intitolato Hand in Hand, è stato preceduto dal brano che ha dato il titolo all'intera opera, Hand in Hand, pubblicato come singolo una settimana prima dell'album, che ha raggiunto l'ottava posizione della classifica austriaca ma non ha ottenuto il successo dei precedenti singoli in Svizzera.
Hand in Hand, brano che, essendo una ballata, si è differenziato dalle precedenti pubblicazioni dalle sonorità prettamente dance, è stato l'unico singolo tratto dall'album omonimo, che ha avuto un buon successo commerciale raggiungendo la terza e la tredicesima posizione in classifica rispettivamente in Austria e Svizzera.

### Il terzo album,We Stand United
Dopo pochi mesi di assenza dalle scene musicali, già nel marzo del 2008 il gruppo si è ripresentato al pubblico con un nuovo singolo, Live Your Dream, che ha avuto un discreto successo commerciale pur senza aver raggiunto le prime dieci posizioni dei singoli più venduti nei paesi in cui è stato pubblicato. Questo singolo ha anticipato il terzo album del gruppo, intitolato We Stand United, che ha mantenuto il successo di precedenti raggiungendo la quarta posizione della classifica tedesca e la decima in Svizzera e Austria.
Anche da questo album è stato estratto un unico singolo, Live Your Dream. Con la pubblicazione di We Stand United, il gruppo ha pubblicato ben tre album in meno di un anno di attività.

### Friends 4 Ever
Il gruppo è tornato sulle scene musicali nel gennaio del 2009, nove mesi dopo l'uscita del precedente album We Stand United, con il singolo No Limit, cover dell'omonimo brano del gruppo musicale eurodance degli anni novanta 2 Unlimited, che ha riscosso un discreto successo di vendite raggiungendo la tredicesima posizione della classifica austriaca dei singoli.
Nel febbraio successivo è stato pubblicato, ancora una volta per la Universal, il quarto album del complesso, Friends 4 Ever, entrato nelle top ten delle classifiche di Austria, Svizzera e Germania.
Per promuovere l'album, nell'aprile successivo è stato pubblicato un secondo singolo dal disco, Ding-A-Dong, che tuttavia non ha riscosso il successo sperato entrando in classifica esclusivamente in Germania, appena alla posizione numero sessantuno. In seguito all'insuccesso del secondo singolo tratto da Friends 4 Ever, la promozione dell'album è stata interrotta e la produzione del gruppo ha subito una battuta d'arresto, che ha portato allo scioglimento definitivo del gruppo, comunicata al pubblico l'8 dicembre 2010 da Alina e Manou.

## Formazione
- Manou (Wil, Svizzera, 18 febbraio 1984)
- Alina B. (Geilenkirchen, 2 novembre 1984)
- Dan M. (Berlino, 17 dicembre 1987)
- Angel (Velbert, 21 febbraio 1982)

## Discografia

### Album
- 2007 - All 4 One
- 2007 - Hand in Hand
- 2008 - We Stand United
- 2009 - Friends 4 Ever

### Singoli
- 2007 - Magic Melody
- 2007 - How Do You Do? / All 4 One
- 2007 - Little, Little Love
- 2007 - Hand in Hand
- 2008 - Live Your Dream
- 2009 - No Limit
- 2009 - Ding-A-Dong

## DVD
- beFour: der Film! (Pubblicazione: 28 settembre 2007).[14]